# Leptobramidae
Leptobramidae é uma família de peixes da subordem Percoidei, superfamília Percoidea.
Esta família é representada por apenas um género, Leptobrama, de apenas uma espécie, Leptobrama muelleri.

## Descrição, habitat
Leptobrama muelleri é um peixe de tamanho médio (37,5 cm) que vive essencialmente em águas marinhas, mas pode aventurar-se em ambiente estuarinos (água salobre) e por vezes em água-doce.
Pode ser encontrado no Pacifico ocidental: costas da Nova Guiné do Sul, de Queensland e da Austrália ocidental.